# 道風山
道風山（英語：Tao Fong Shan）位於香港新界沙田，是以道風山基督教叢林命名之一座山。於1930年建成的建築群，現已成為香港二級歷史建築，而其東面屹立著一座高12米的十字架，成為該處的地標。

## 道風山基督教叢林
道風山位於港鐵沙田站與大圍站之間的北面。從沙田站出發，沿道風山路直上約20分鐘便可抵逹山上的道風山基督教叢林。亦可從大圍站上銅鑼灣山，經百樂徑（私家路）穿過曉翠山莊，接入道風山路。或從沙田萬佛寺附近之小徑步行上山直接到達道風山墳場。
該建築群是一個揉合了中西文化之地，建築富中國園林特色，尤以有類似佛教寶塔建築設計聖殿的為最具特色，而且名字更有“道”一字，不禁令人聯想起是中國的宗教道教，故常常被人誤會為一座中式廟宇群。其實，道風山是一個由西方傳教士興建的一個基督教建築群，是由一所教堂、一個圖書館，以及一個專門製作和售賣基督教工藝品及書籍的藝術軒組成的。早前政府有意將之列為法定古蹟，但教會考慮過後，認為有兩個弊處，除要將機構開放予外人參觀影響清靜環境外，建築物亦不可作任何改動，對教會將來的發展有影響，因此拒絕政府要求。政府只能將該處列為二級歷史建築。
入口為一道石拱門，上刻有「道風境界」的四個大字，另一邊則刻上「道風大千」。道風山的主要建築物「聖殿」殿頂瓦列分兩行，外形成八角形，藍瓦紅梁，簷角飛翹，攢尖頂中央豎立一十字架，每一簷角上，都豎立四個僧侶小像，聖殿外掛著一口從「景風山」搬來的大銅鐘。殿內有「講課室」，是牧師講道的地方，兩旁有門聯：「道與上帝同在，風隨意思而吹」。聖殿下方為靜室，名「蓮花洞」，內懸長明燈，十字架下安放蓮花座，仿如佛堂靜室。
在主建築群外圍小徑經過一條窄路，通過「博愛門樓」及一牌樓式的窄門名「生命門」，題字的人是中國國父孫文，旁有「感恩亭」，上鑲六幅彩瓷，是聖經上的六個著名故事，人物造型中國化，穿著中國傳統服飾漢服。前面便是「大十字架」，昔日面向沙田海（現時沙田市中心），上刻「成了」。旁邊有大石鐫刻著「活在主內」。十字架下還有「望夫石塑像」 

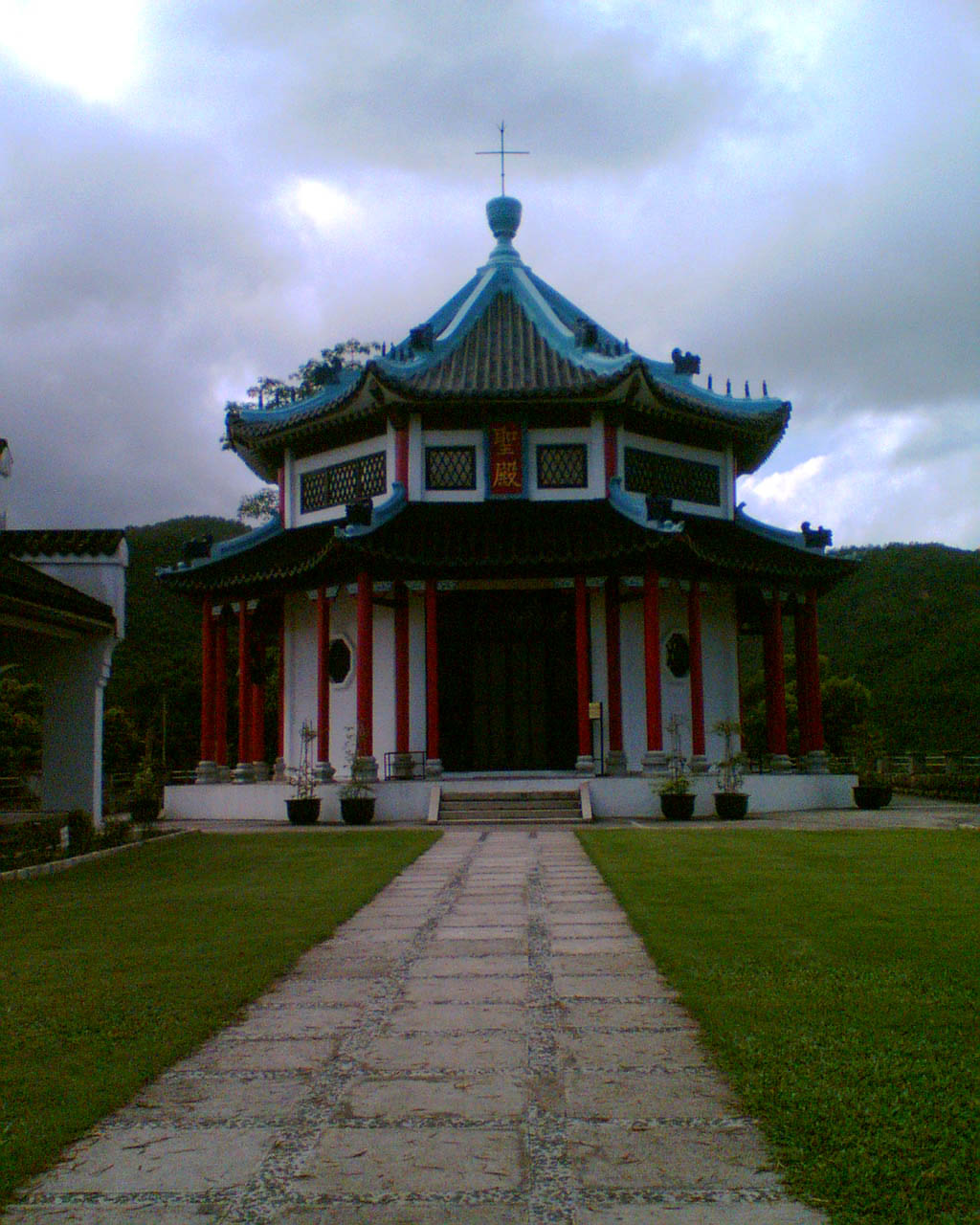
道風山教堂（一）
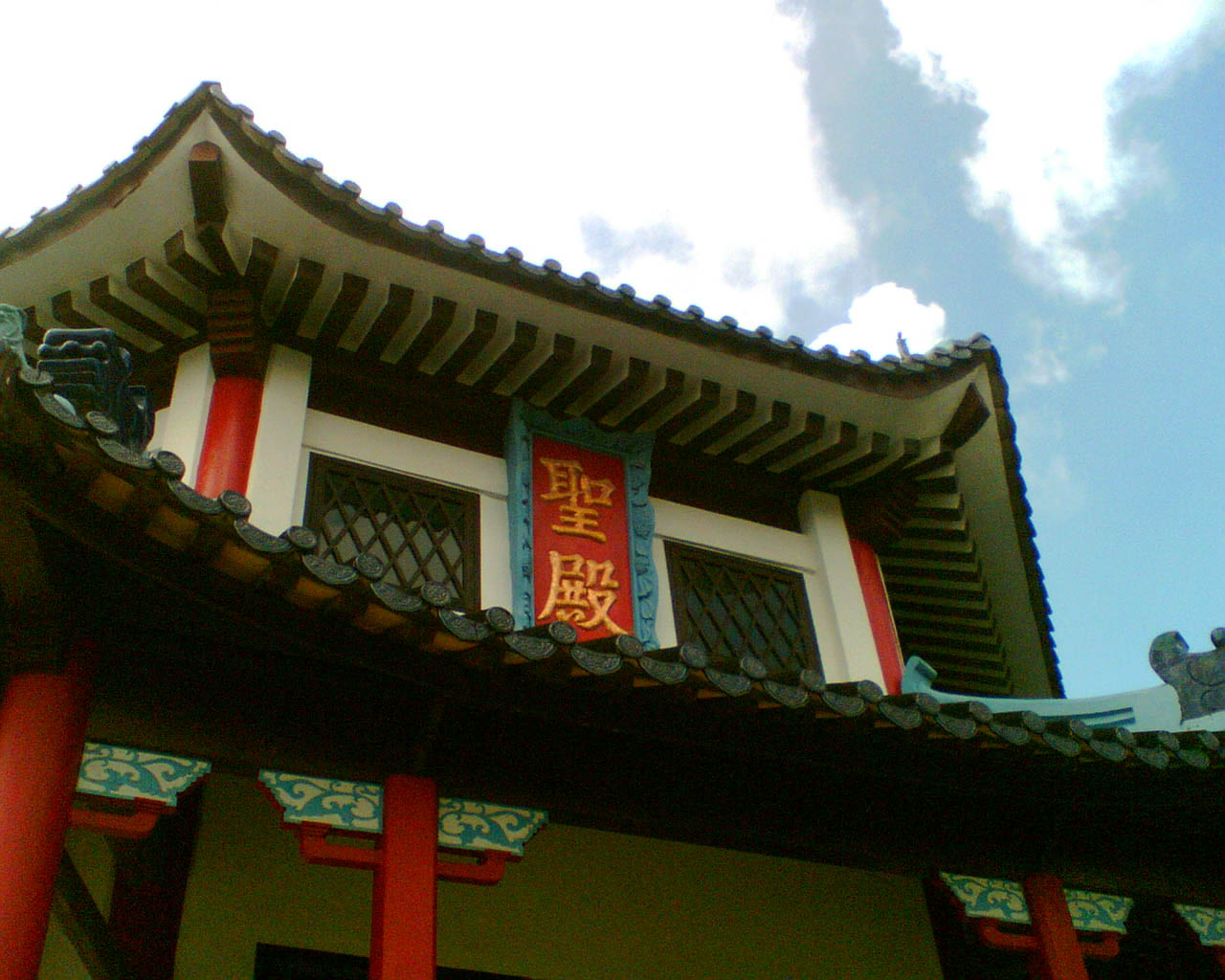
道風山教堂（二）
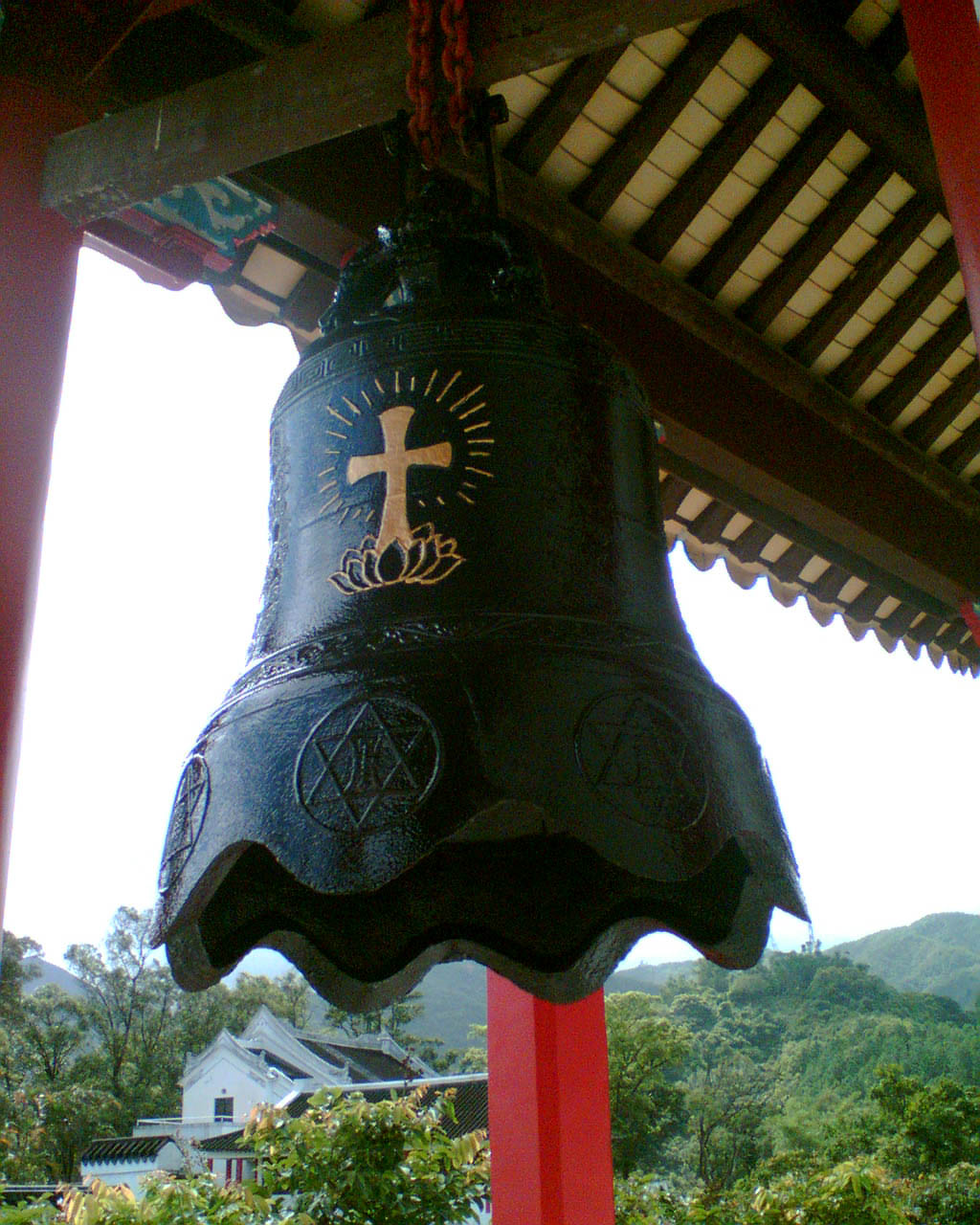
道風山銅鐘（一）
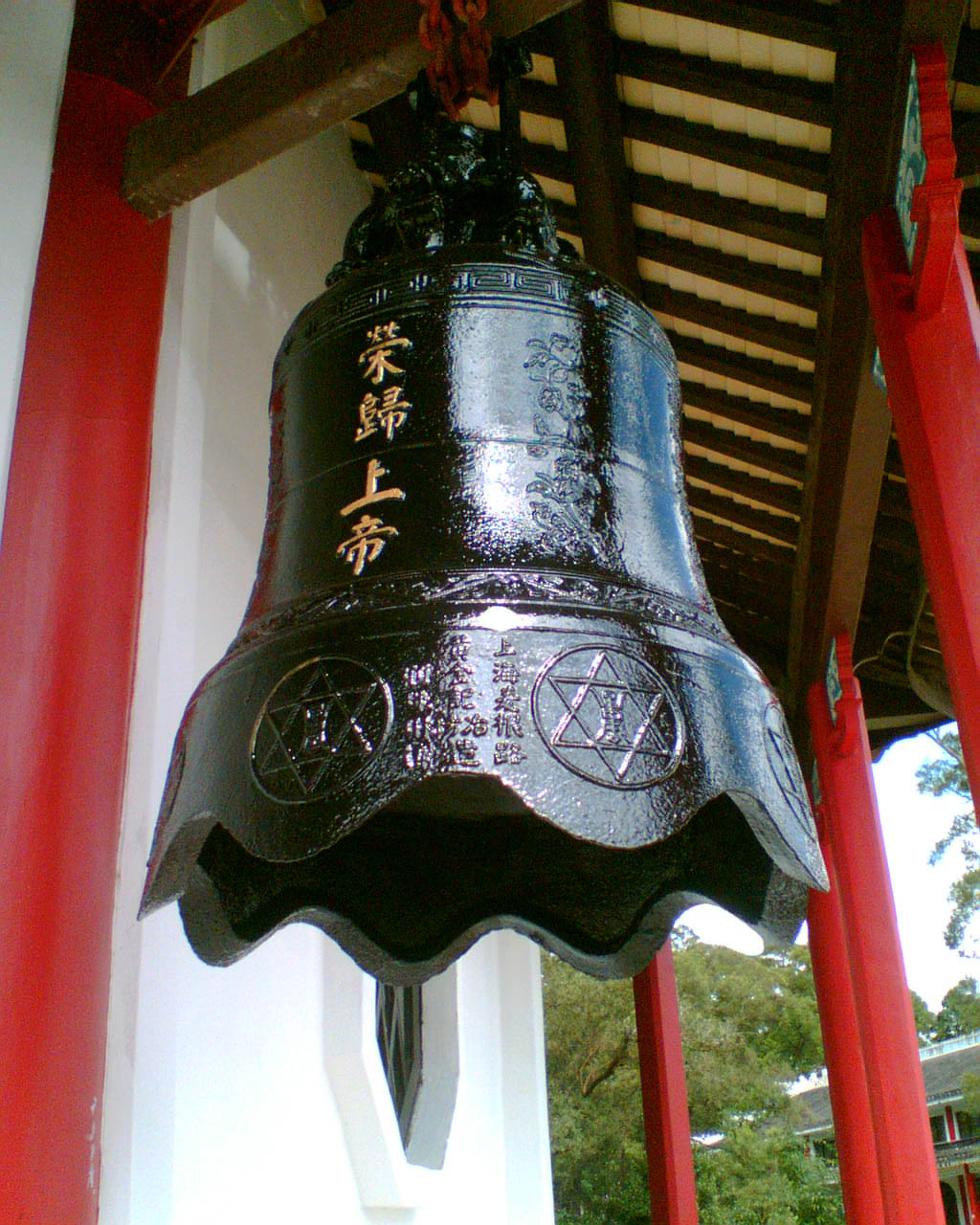
道風山銅鐘（二）
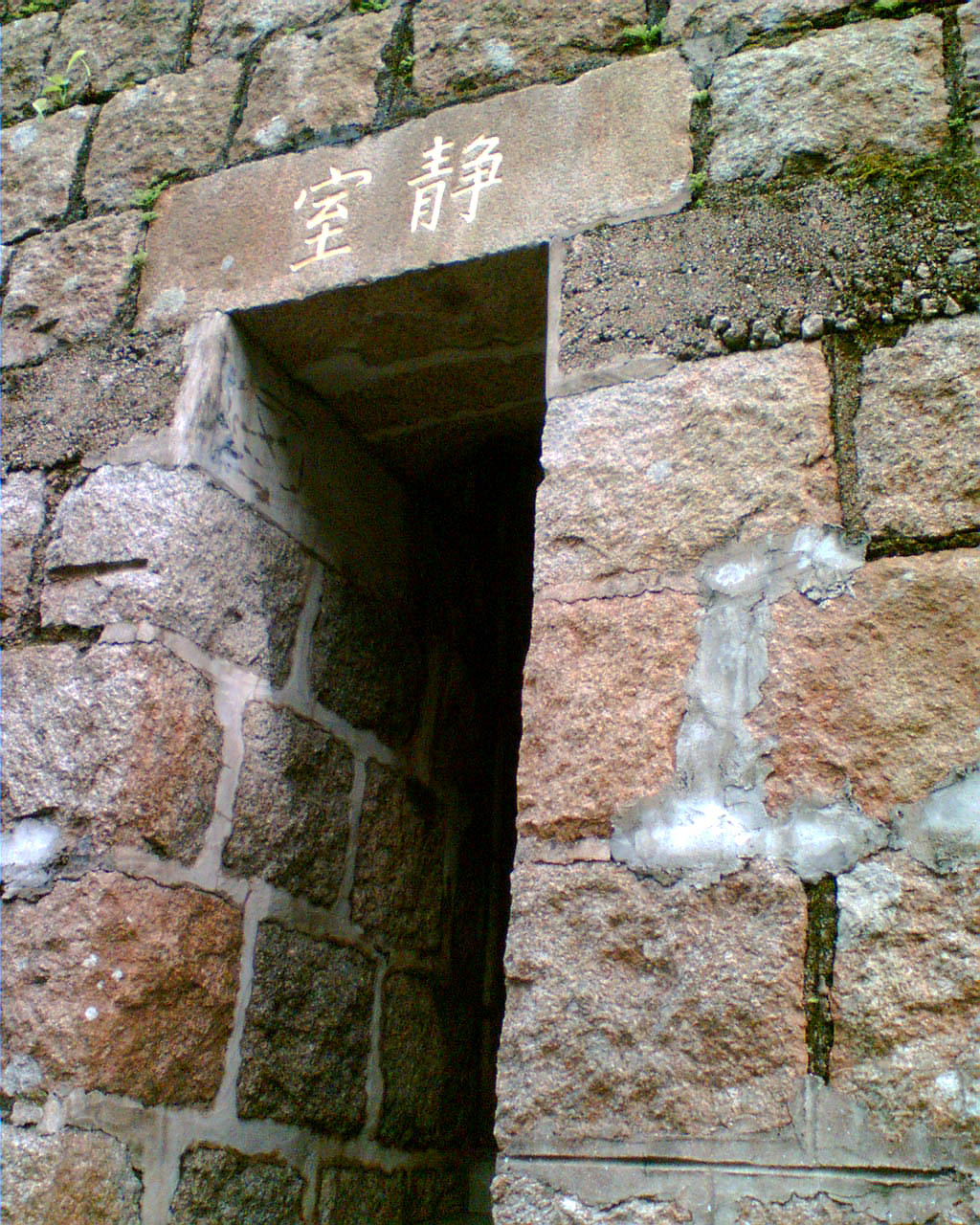
蓮花洞
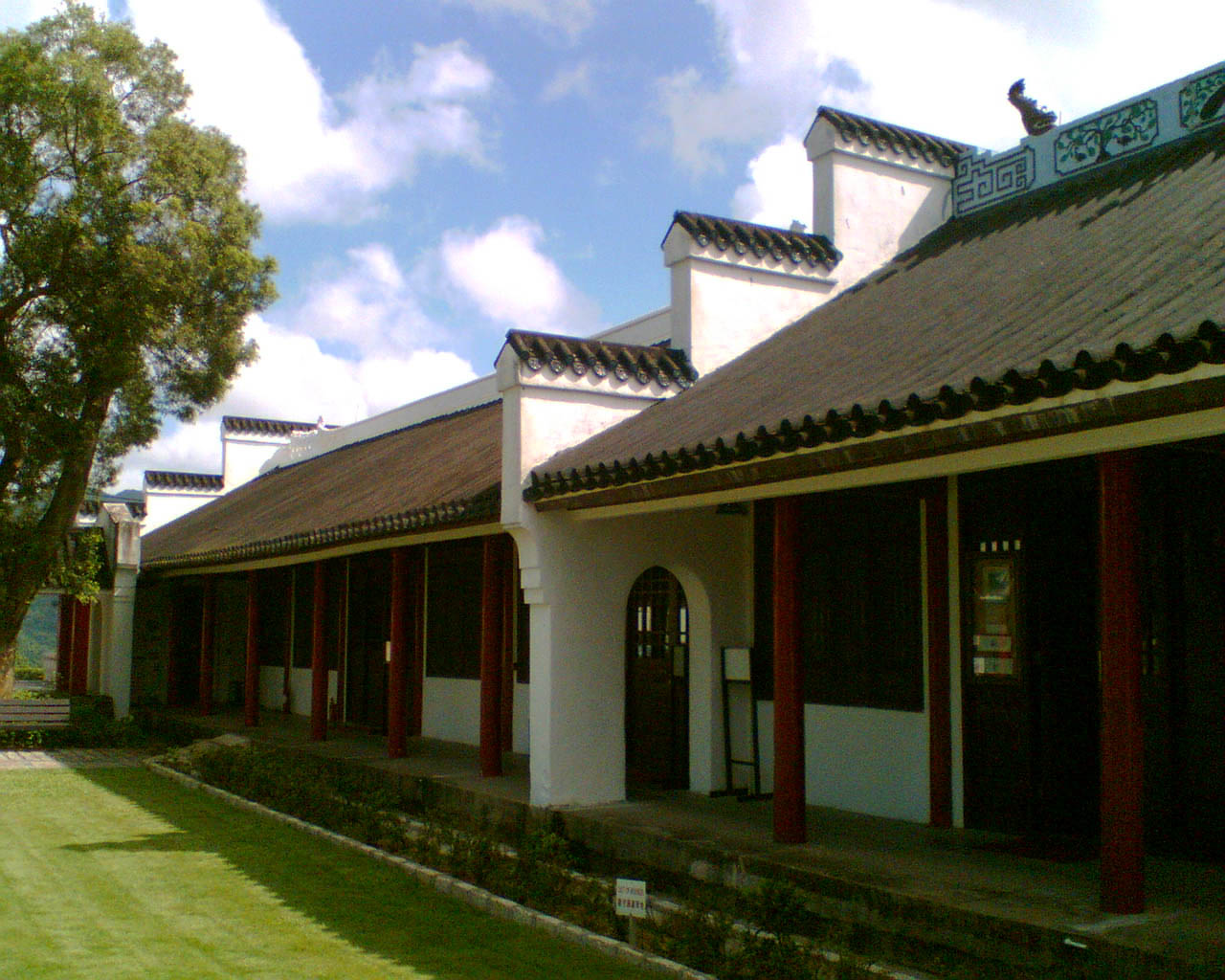
道風山藝術軒（一）
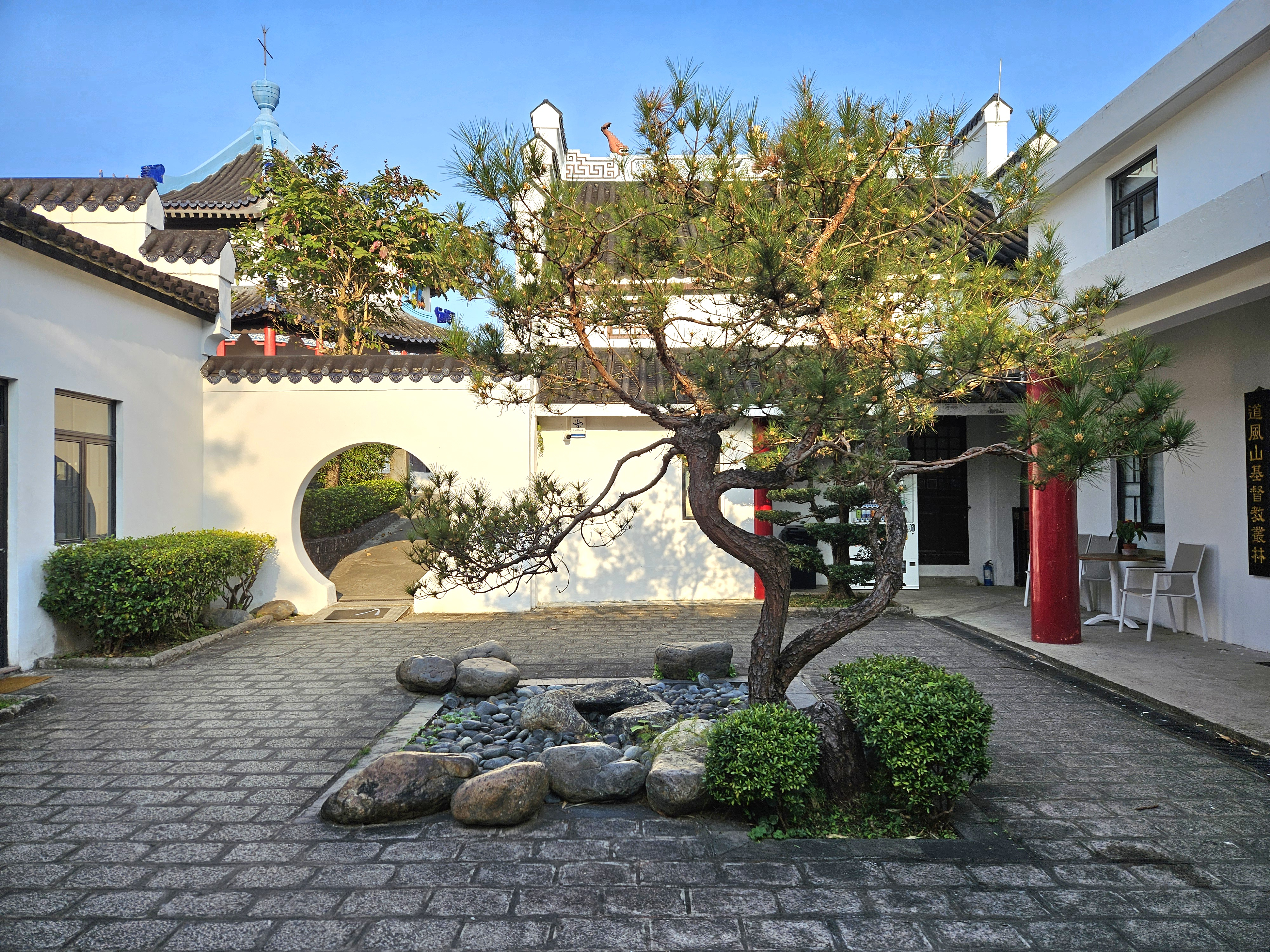
道風山藝術軒（二）
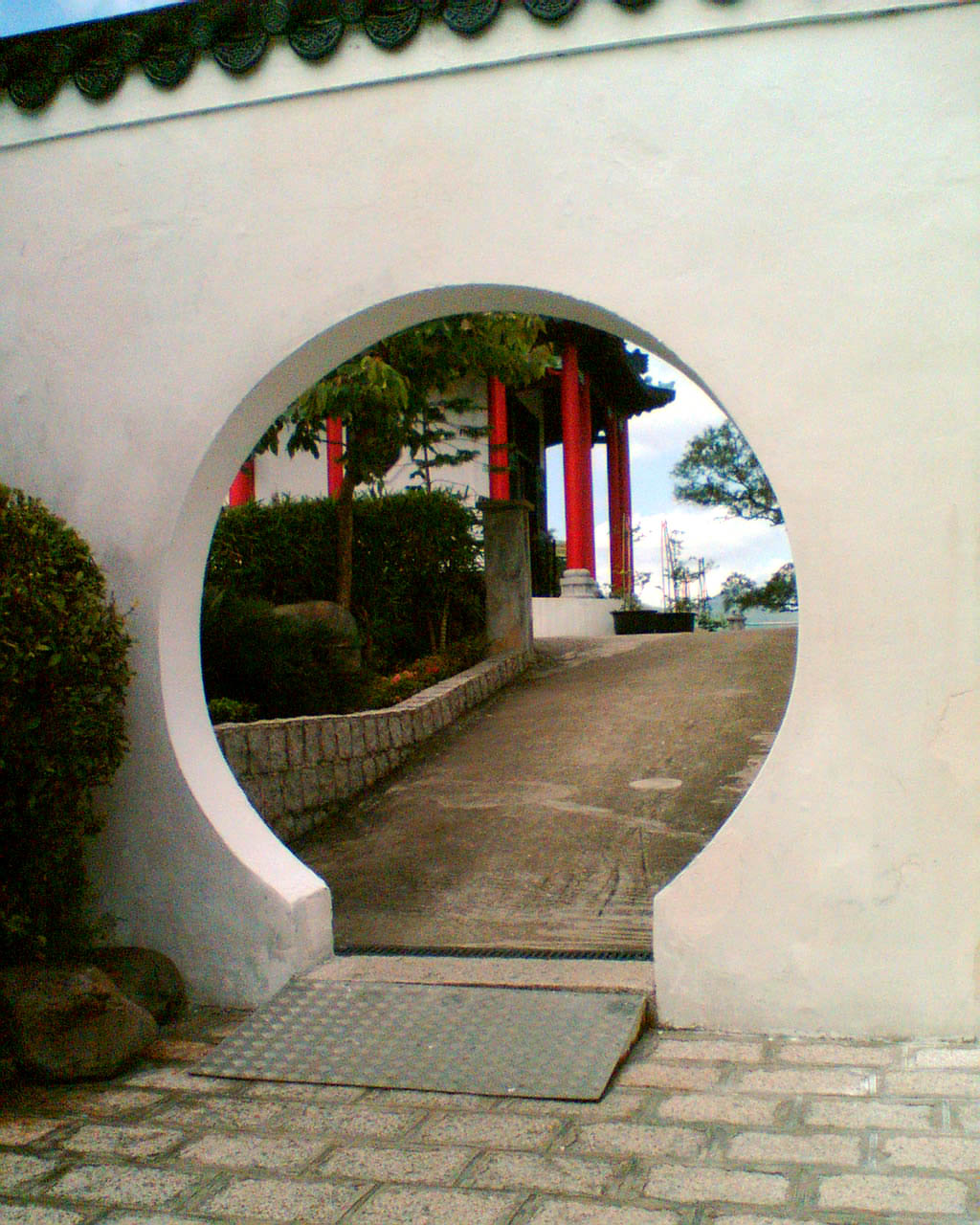
道風山中式門洞
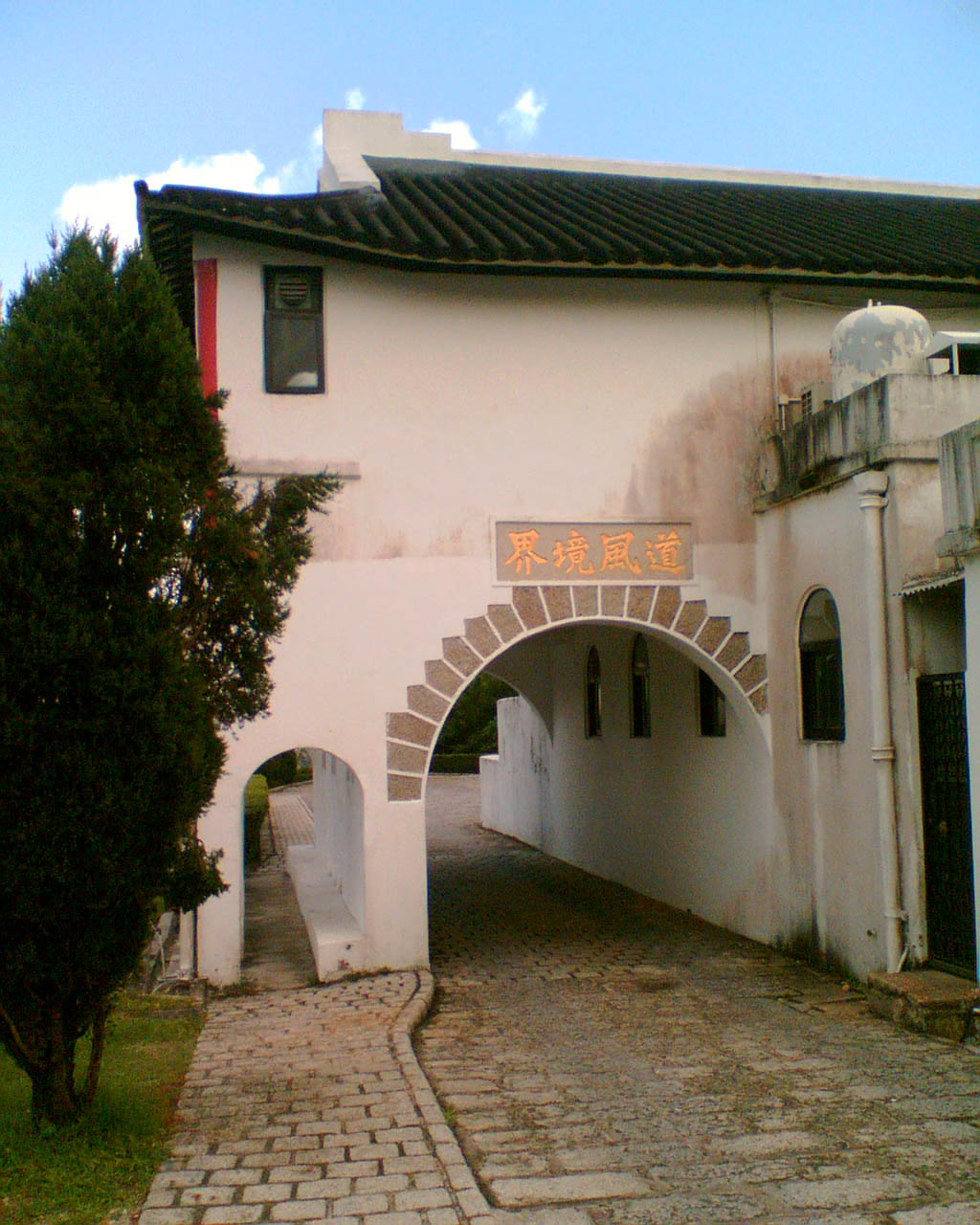
道風山入口
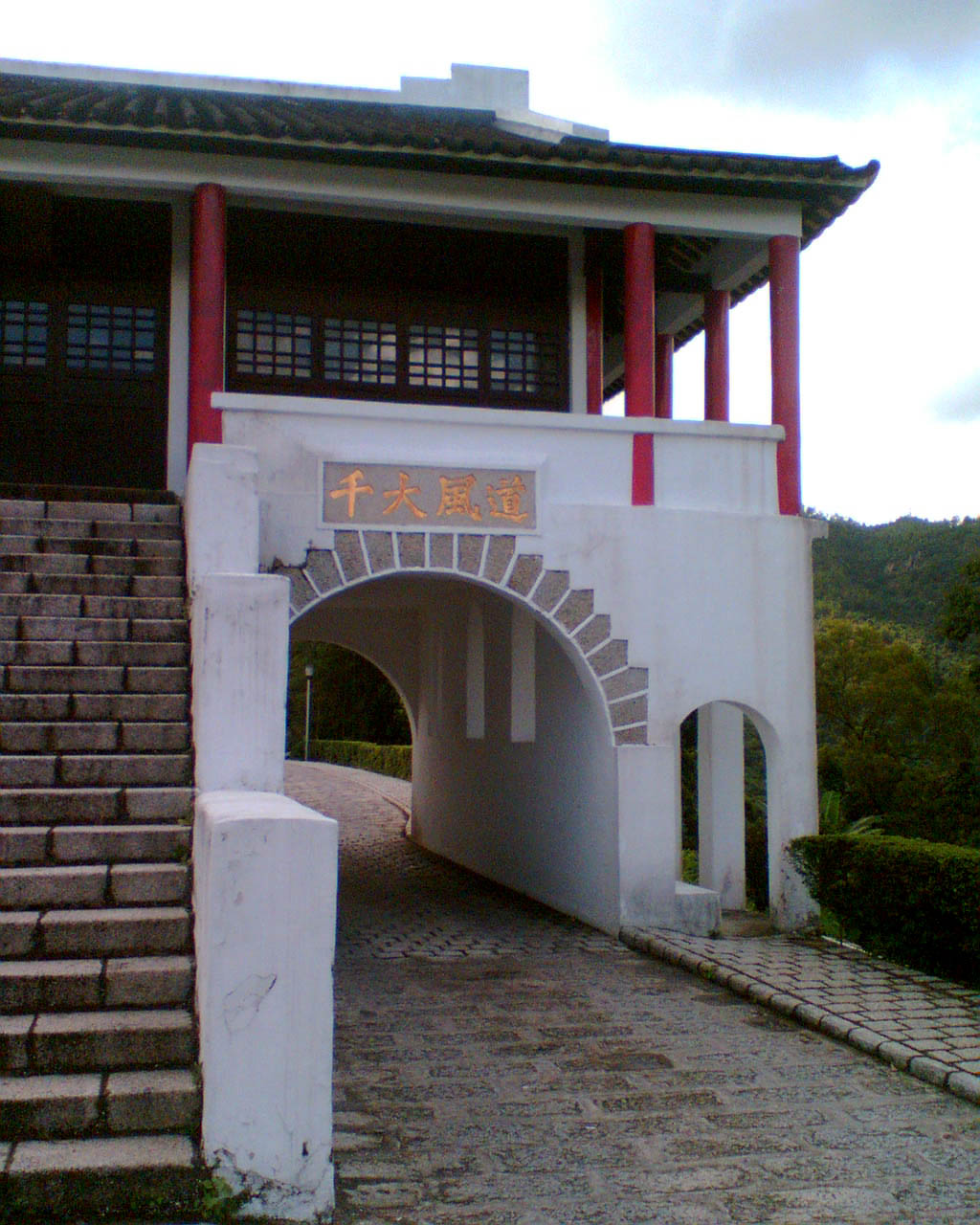
道風山出口
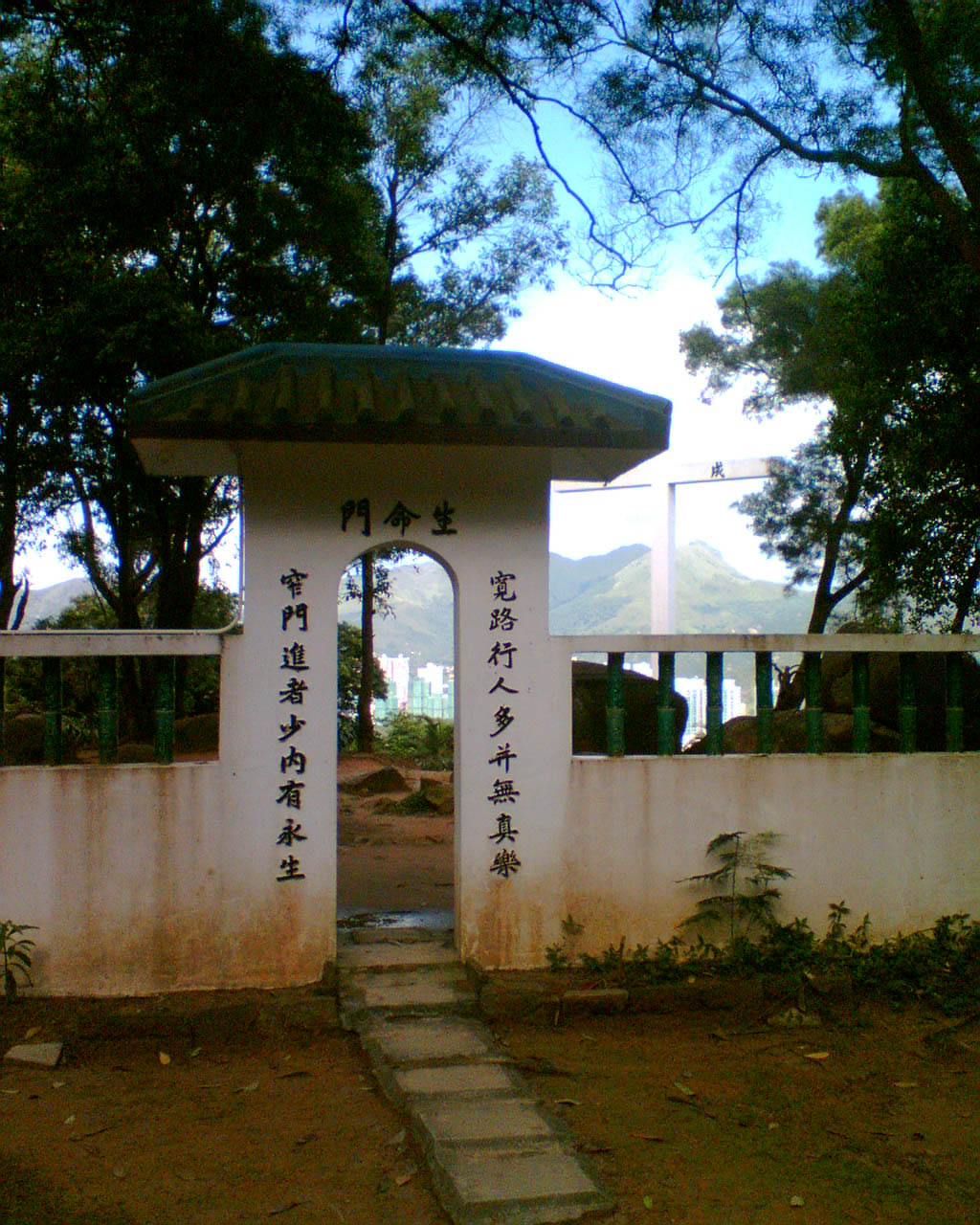
十字架入口生命門
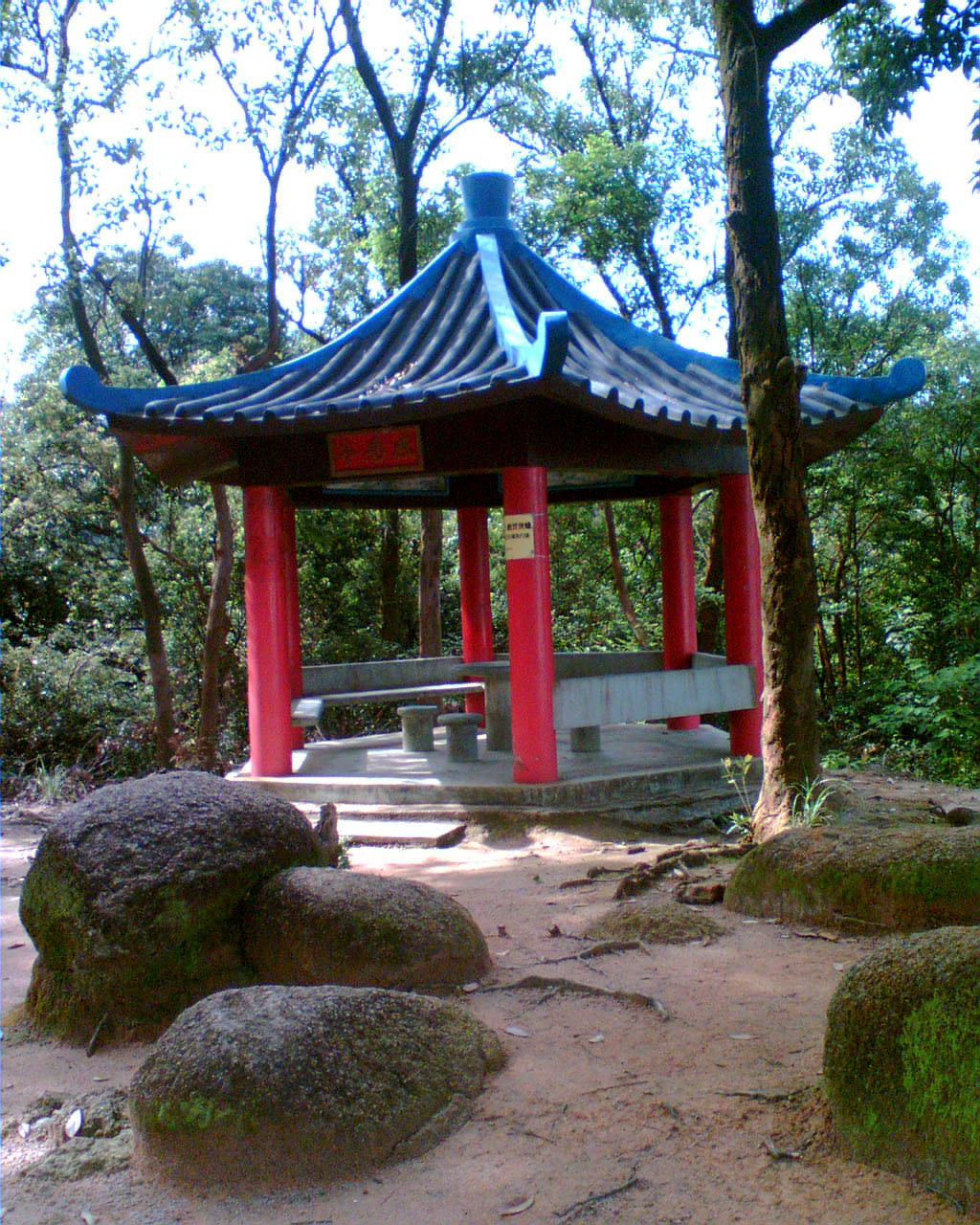
感恩亭
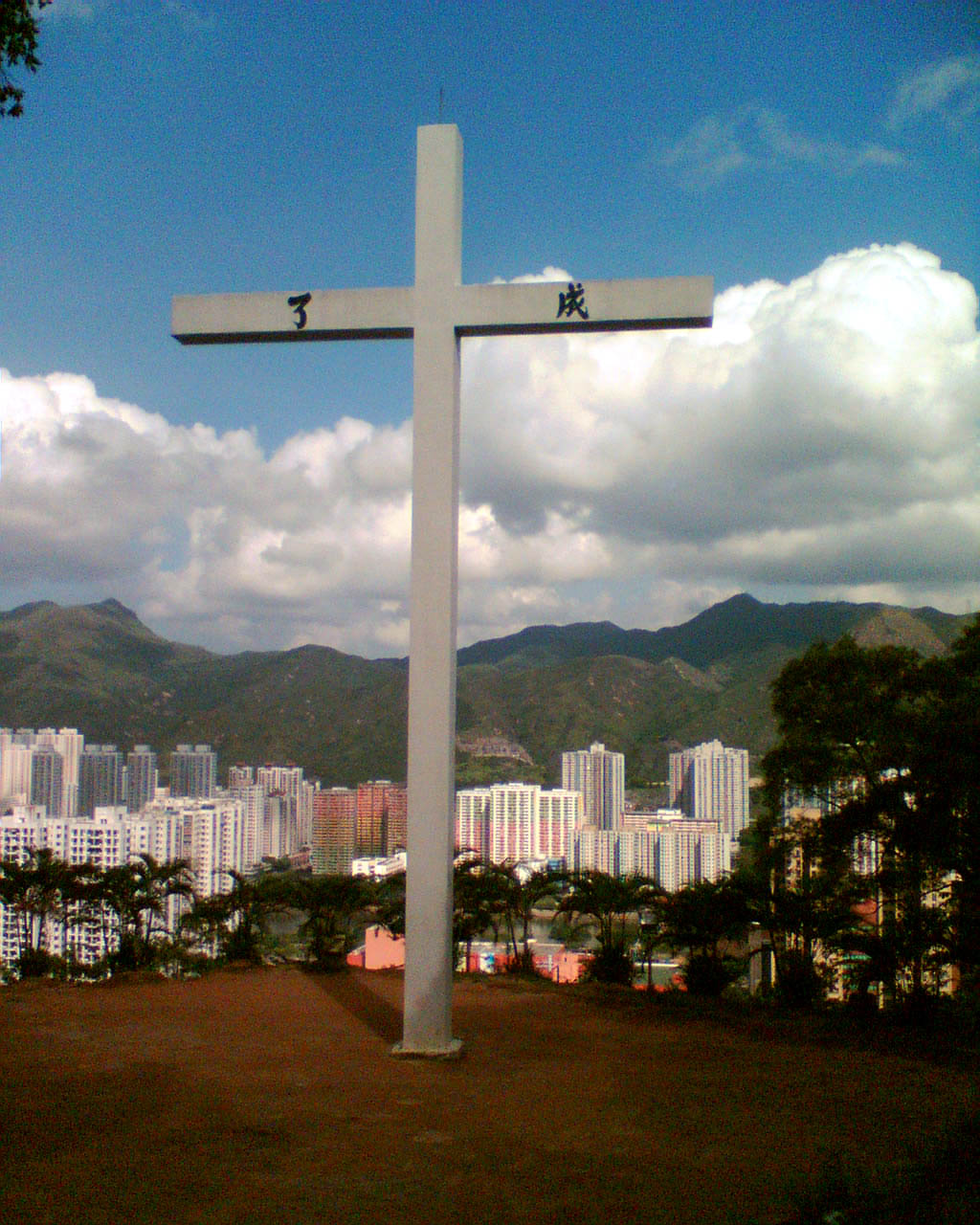
道風山十字架
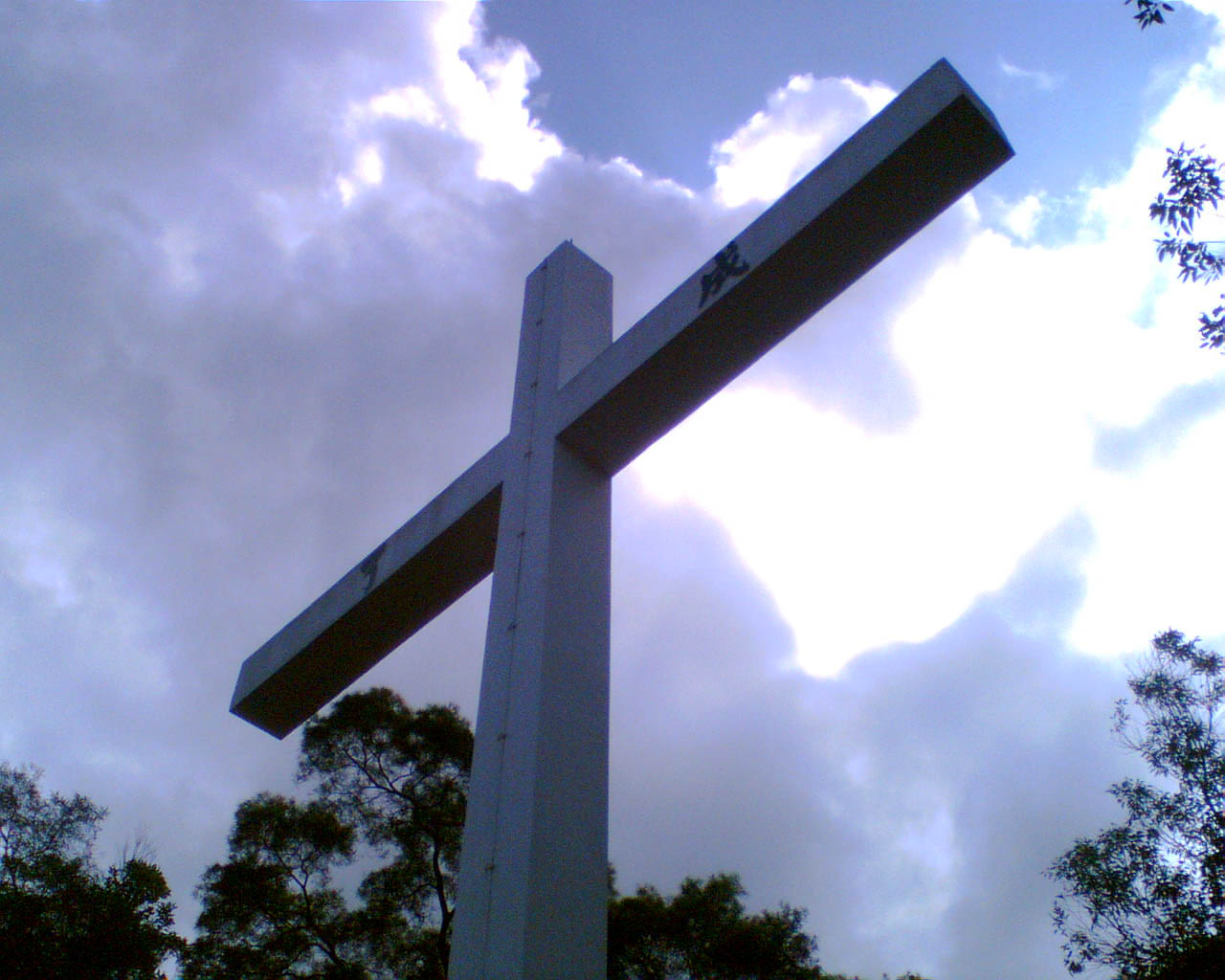
十字架上刻「成了」
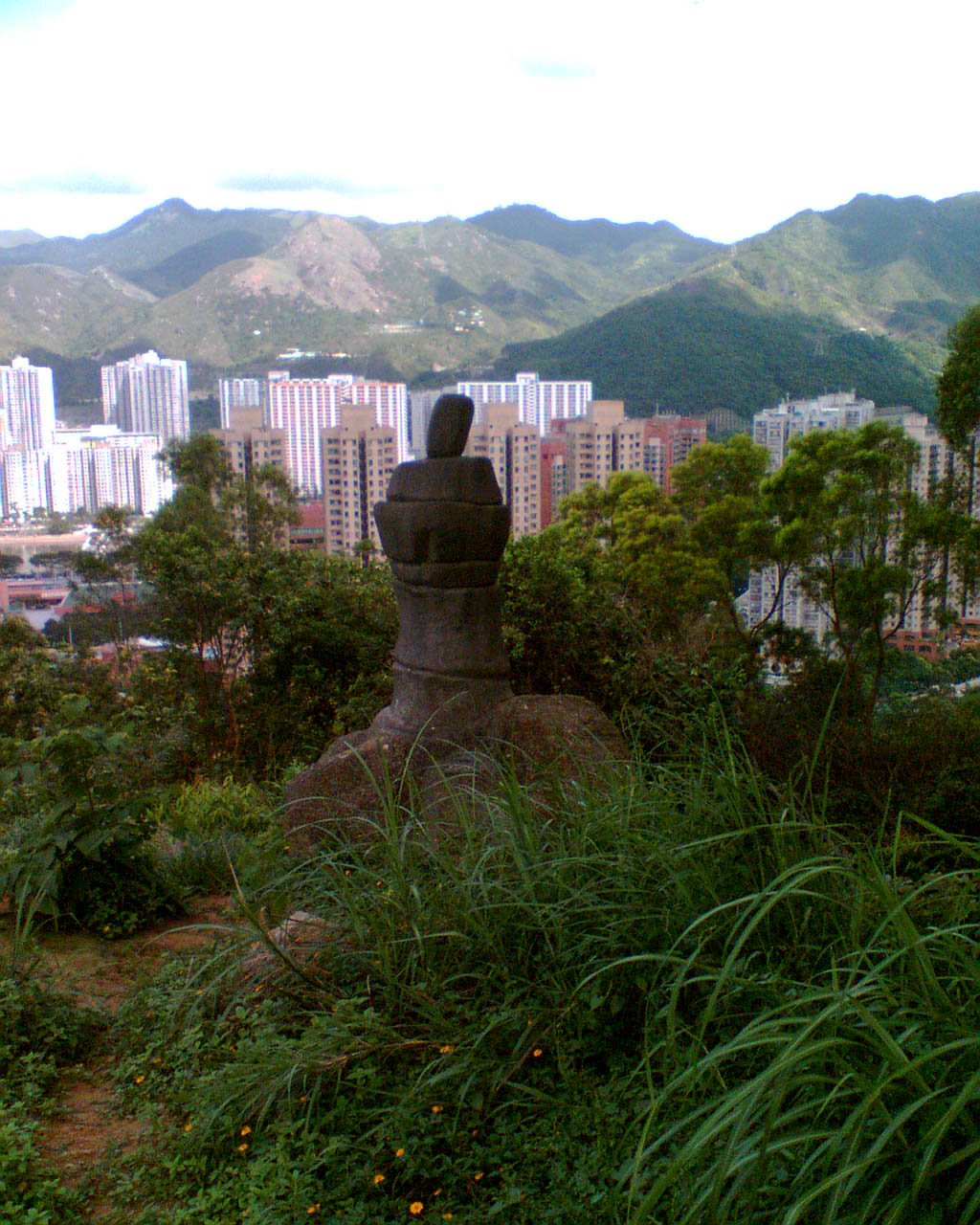
道風山小望夫石
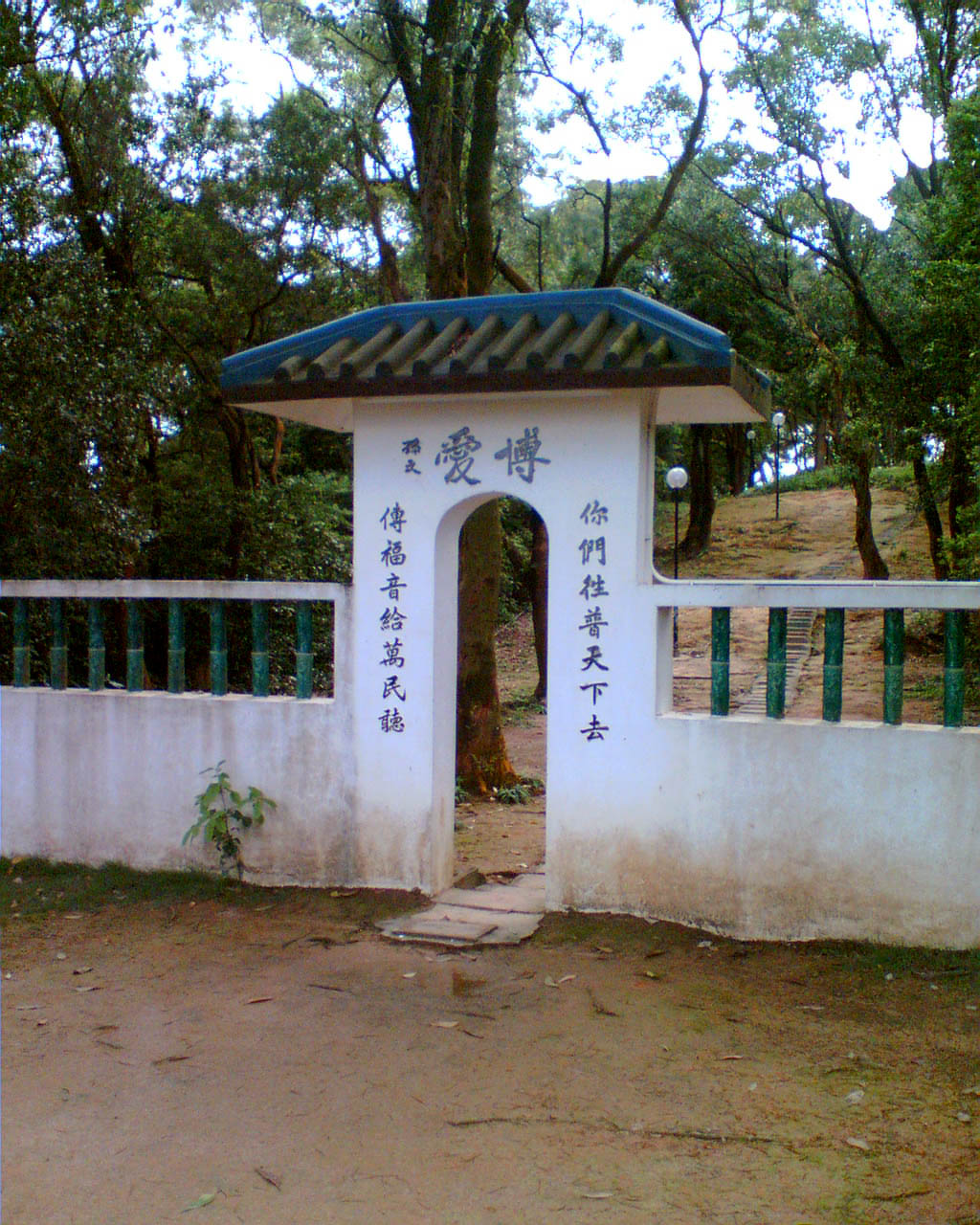
國父題字博愛門樓

## 名字和徽號的由來

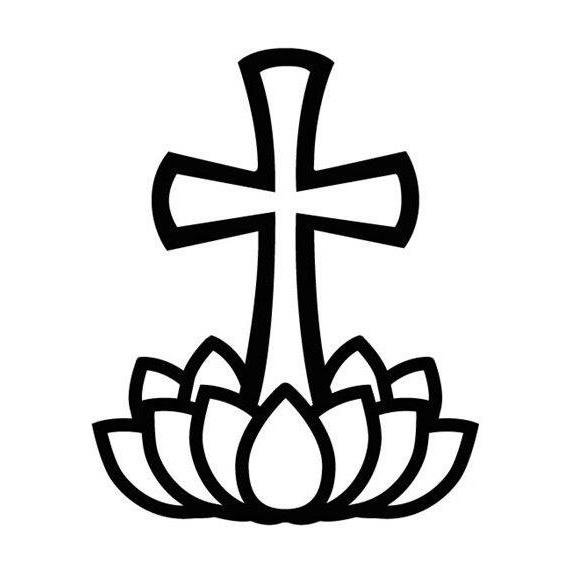
蓮花十架

「道風山基督教叢林」中，各詞；字皆有意義。其中：
- 道是指「神的話」（參閱約翰福音1章）
- 風是指「聖靈的能力」（參閱使徒行傳2章）
- 山是指該建築群建立於山上
- 而叢林則是佛教用语，是当初用来吸引佛教徒入教的一种手法。

而整句的含意為:「神的話如靈風颯颯，居高於道風山上，使這片茂林綠野成為聆聽上主聖言之地。」
而徽號則是一個插在蓮花上的十字架，表示了道風山最初為向佛教徒傳播基督信仰的教會。

## 歷史

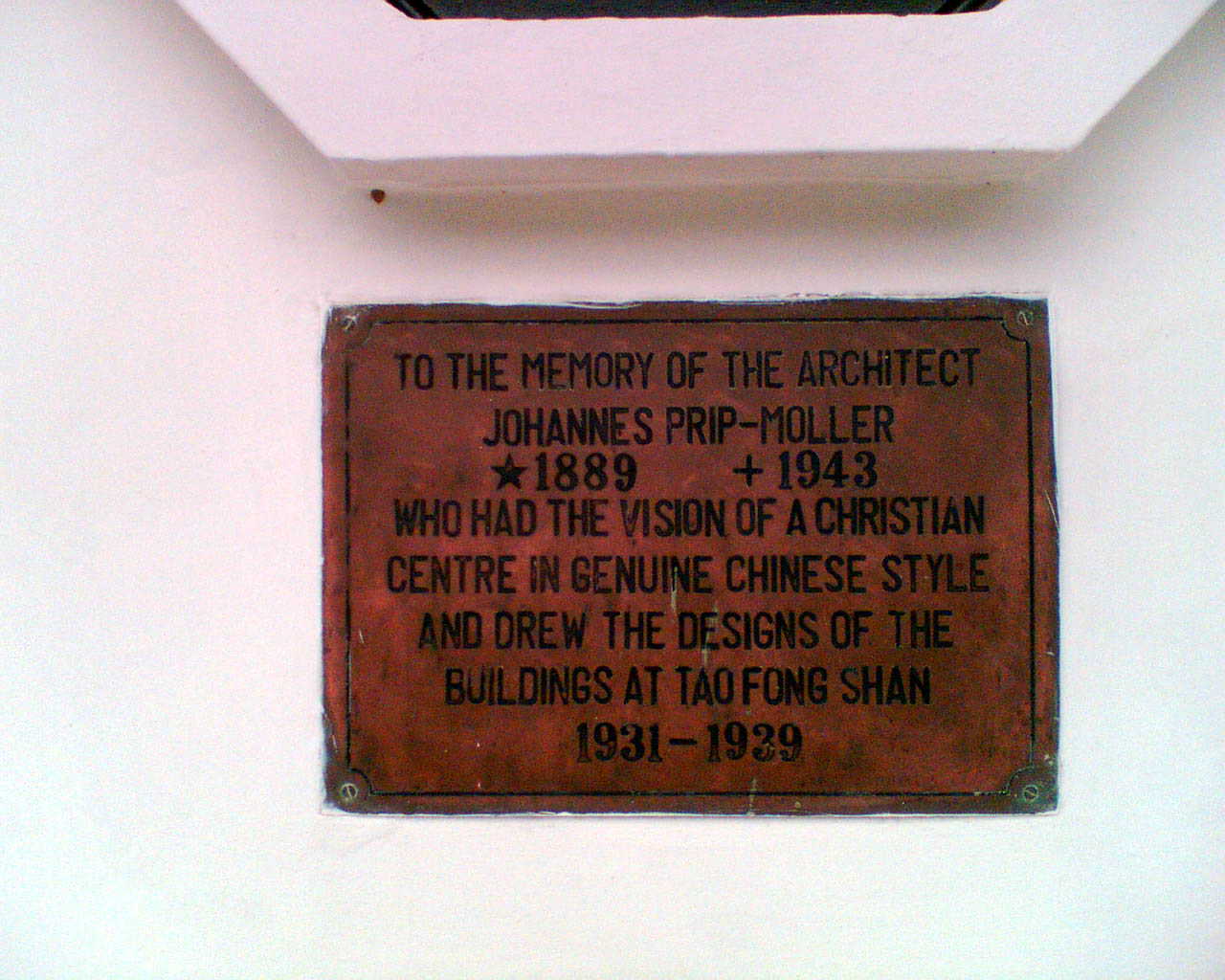
紀念艾術華的銅牌

道風山建築群雖是古色古香，富中式寺廟特色，但它一開始已是由一名挪威籍宣教士艾香德牧師（1877—1952）創辦。他於1904年抵達中國湖南傳道。在當時，他對中國的宗教興趣日濃，並燃起專向佛教徒傳道的異想。他在1922年在南京創立「景風山」，主要傳教對象是佛教及道教徒。後因軍閥內戰的緣故，艾香德牧師於1930年把工作由內地遷移至香港，在沙田創辦「道風山基督教叢林」，為了吸引佛、道教徒前來道風山學道，艾香德牧師更邀得丹麥著名建築師艾術華（Johannes Prip-Moller）設計龐大的中國式建築群。故山上的中式庭臺樓閣皆是由教會興建。
不過經過幾十年的風雨侵蝕，基督叢林的確是有翻新的需要。再加上1999年一場大火把側堂燒燬，其他僅存的建築物也被白蟻嚴重破壞，再不能發揮其功用。所以道風山當局為了回復古蹟的光彩，他們決定為基督叢林進行全面復修，並在其毗鄰動工興建之信義宗神學院，增大其建築規模。
當年艾香德牧師以3780墨西哥銀元購入面積達100多萬平方英呎的沙田道風山地皮，後來到90年代，道風山基督教叢林與大地產商新鴻基合作，改建該地皮為樓盤「曉翠山莊」。透過改變土地用途，賠錢給政府，教會就賺了筆錢。

### 信義宗神學院
信義宗神學院是由基督教香港信義會、中華基督教禮賢會香港區會、香港崇真會、港澳信義會及台灣信義會五間教會於1977年7月1日聯合建立，位於香港新界沙田道風山路50號，與「道風山基督教叢林」及「漢語基督教文化研究所」為鄰。
信義宗神學院前身為信義神學院，於1913年創建於中國湖北灄口（漢口附近），屬中華信義會。1948年年底，因大陸時局動盪，遷來香港，成為基督教香港信義會之神學教育機構。1992年末，信義宗神學院遷往道風山山頂新校舍。
神學院大部份的學生均來自香港，但亦有百分之二十的學生是來自超過十六個不同的國家；另外大約三分之一的教授來自世界七個不同國家。信義宗神學院已漸漸從一所本地的神學院蛻變為地區性的神學院。

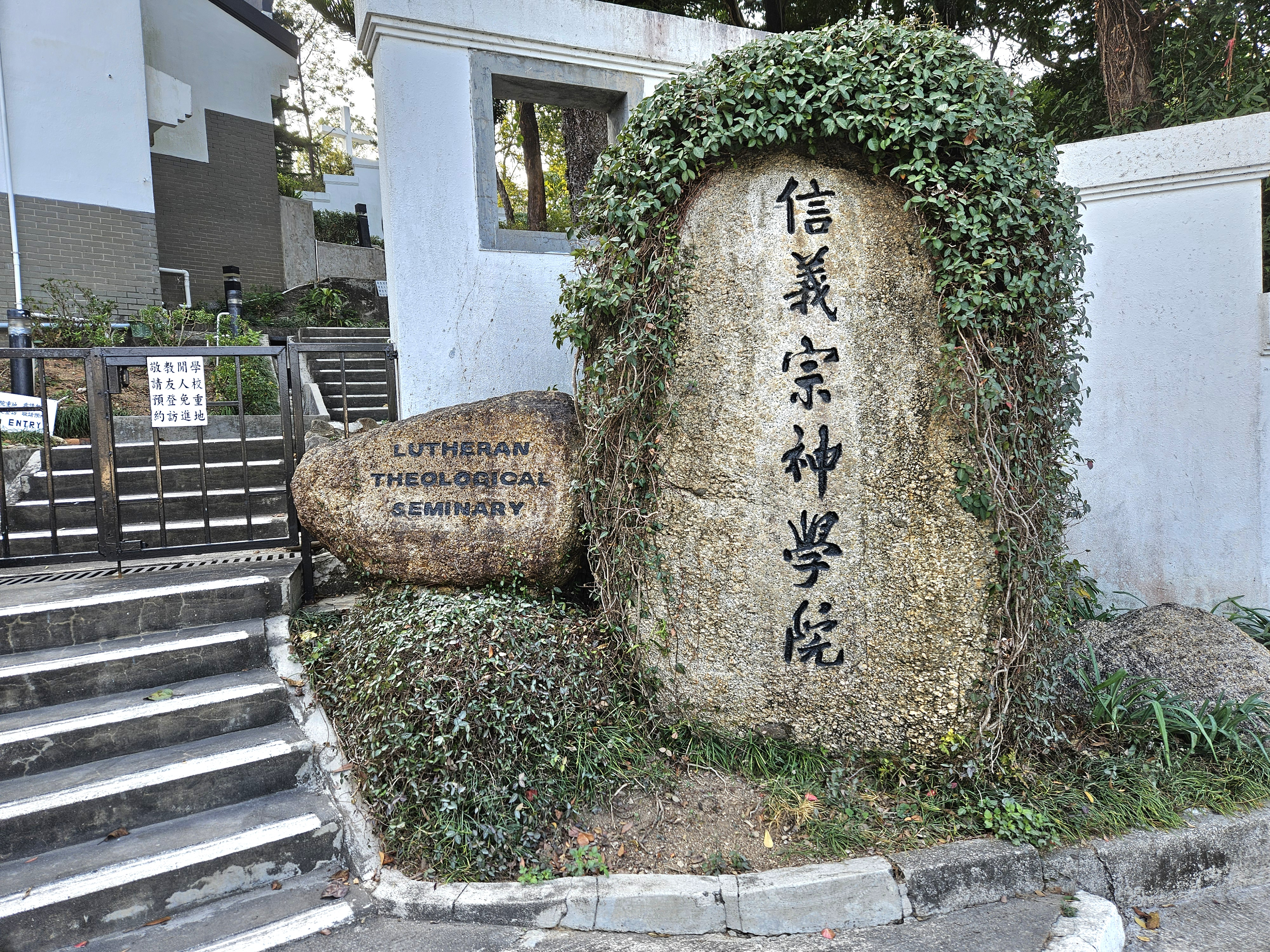
神學院名牌
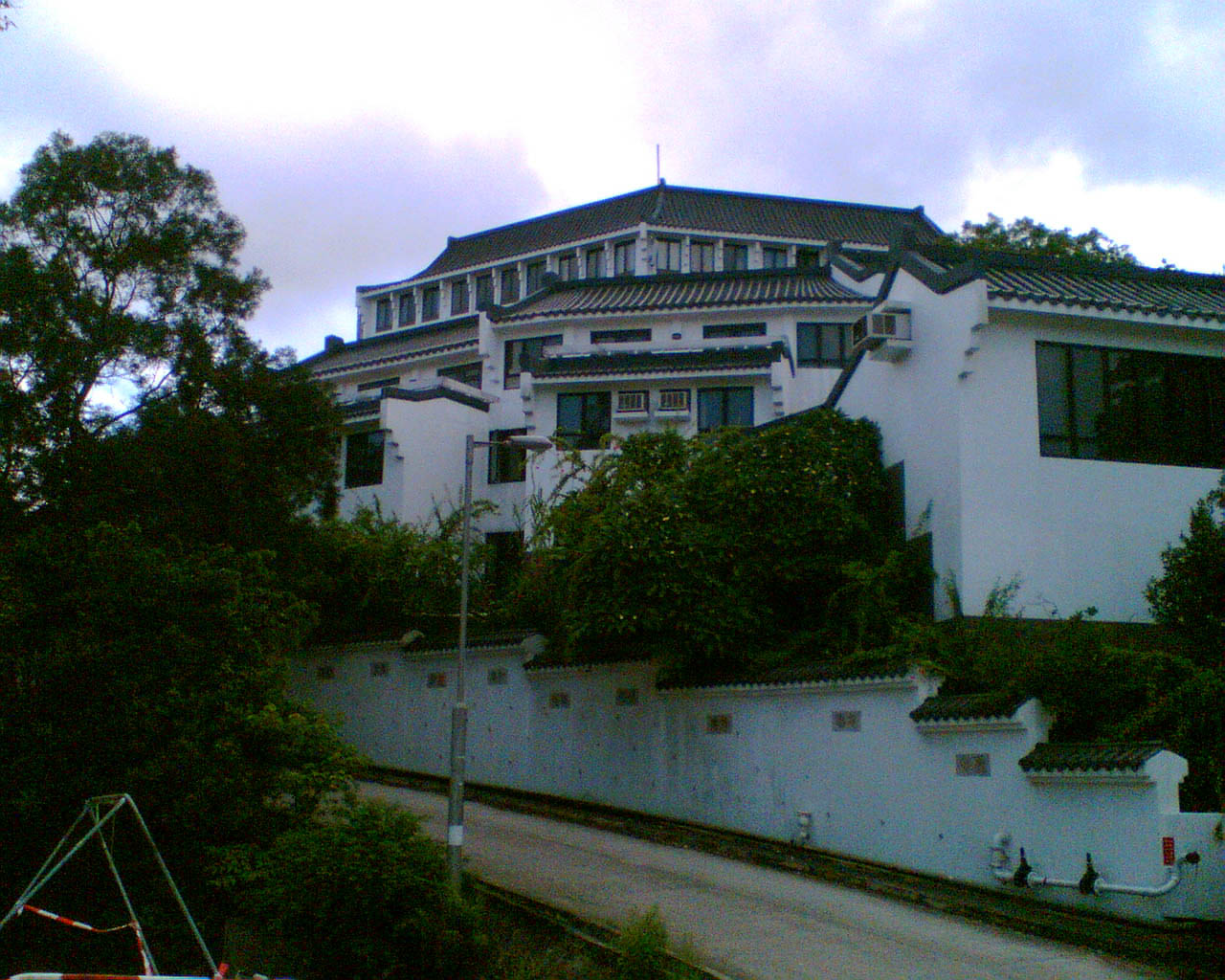
信義宗神學院
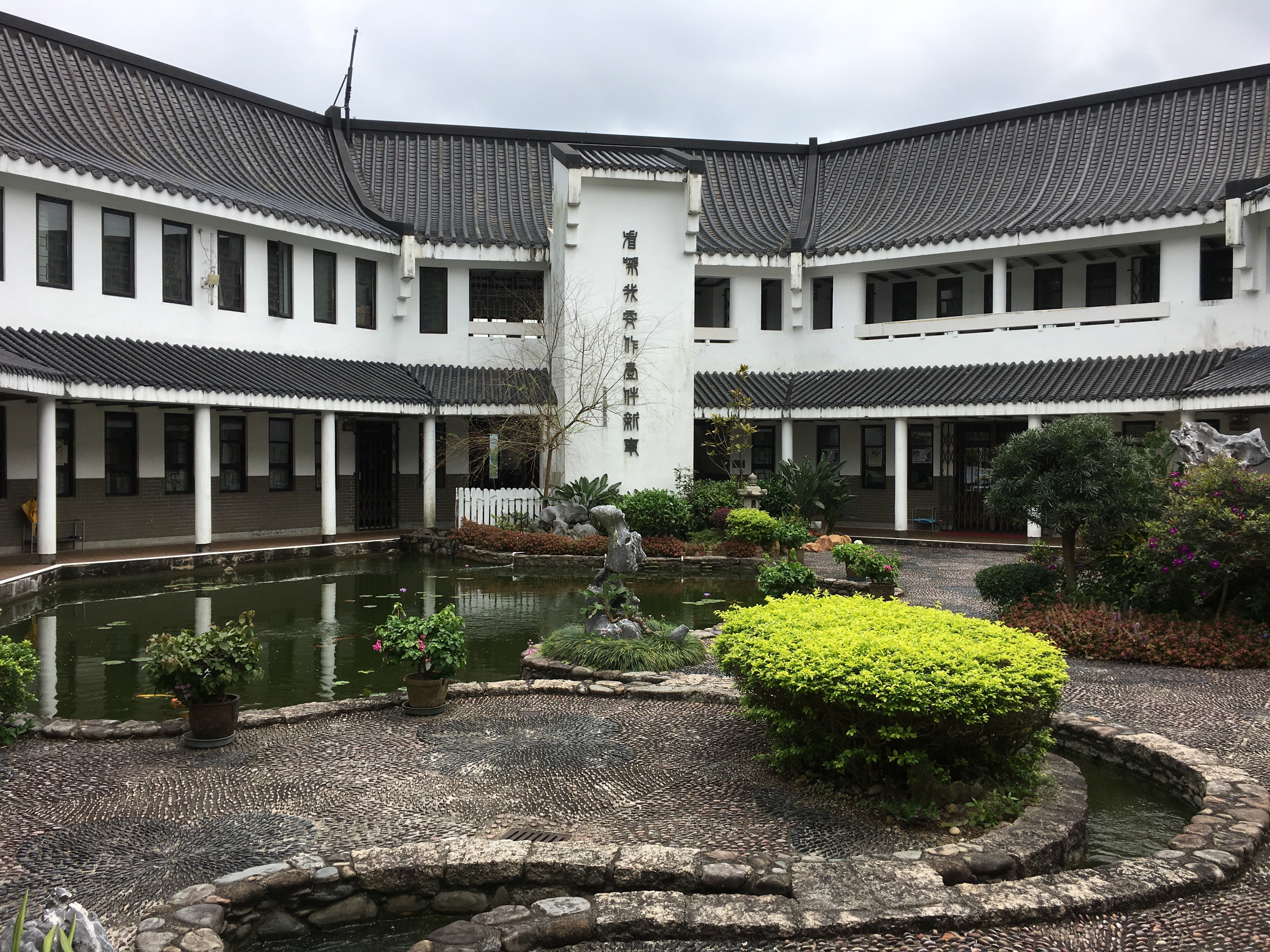
神學院的內部
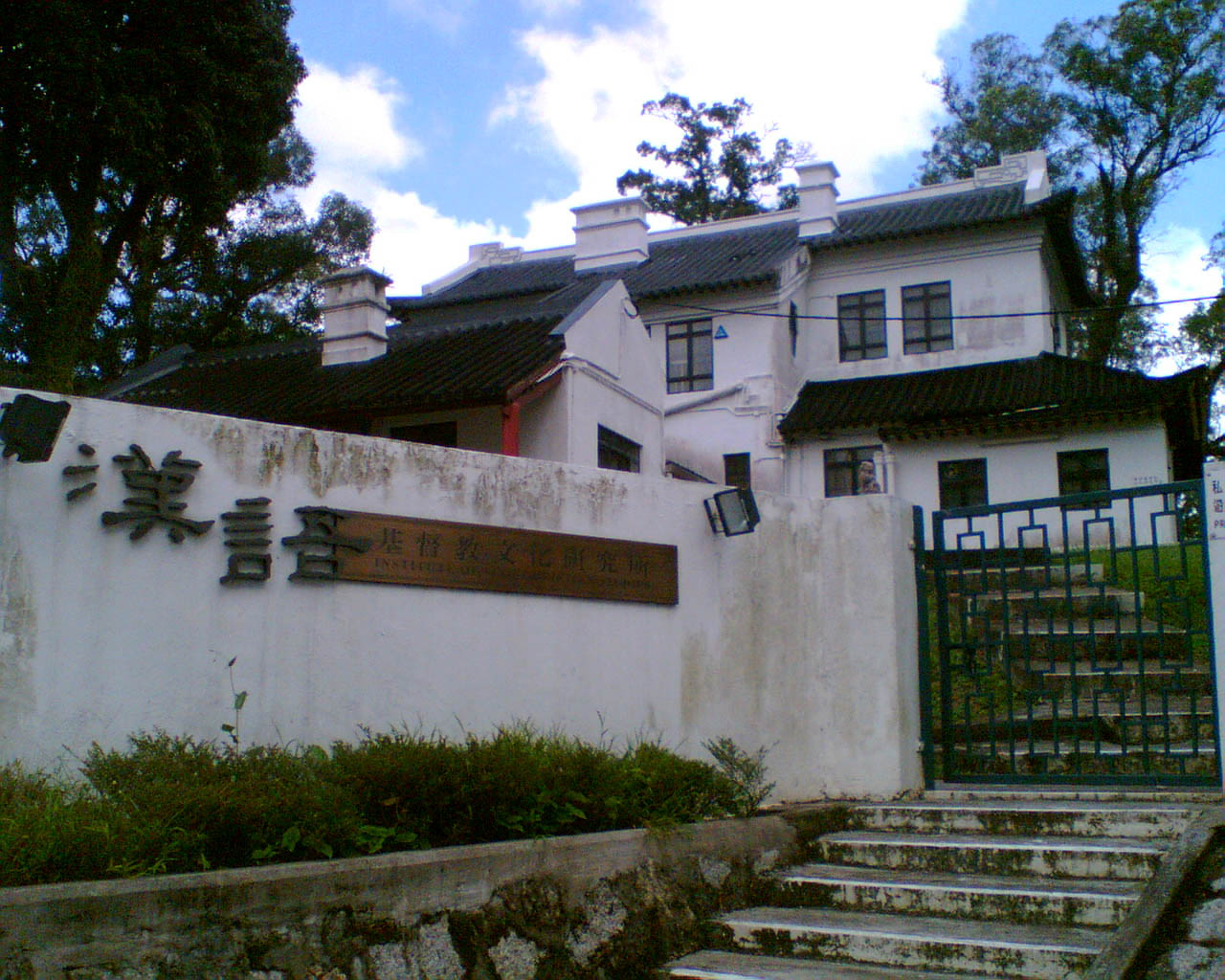
漢語基督教文化研究所

### 引用
1. ↑  楊子琪. . 2019-07-05. （原始内容存档于2021-02-02）.

## 外部連結
- 雲水堂退修營舍 （页面存档备份，存于）
- 信義宗神學院 （页面存档备份，存于）
- 漢語基督教文化研究所
- 艾香德紀念圖書館藏書 (Reichelt Collection) （页面存档备份，存于）  香港浸會大學圖書館. 華人基督教文獻保存計劃

## 著作
- 艾香德 , 王道平  :《道風山的工作》.  香港: 道風山基督教叢林, 1938. （页面存档备份，存于）  艾香德紀念圖書館藏書,  香港浸會大學圖書館. 華人基督宗教文獻保存計劃.
- 田蓮德 :《艾香德博士小傳 : 道風山的開荒者》.  香港: 道風山基督教叢林, 1959. （页面存档备份，存于）  艾香德紀念圖書館藏書,  香港浸會大學圖書館. 華人基督宗教文獻保存計劃.
- 《禮拜儀式和聖禮》. 香港: 道風山基督教叢林, 1966. （页面存档备份，存于）  艾香德紀念圖書館藏書,  香港浸會大學圖書館. 華人基督宗教文獻保存計劃.
- 陳悌賢:《基督教東亞道友會 (1930 - 1990) 道風山基督教叢林開山六十週年紀念中國同工感恩會特刊》.  香港: 道風山基督教叢林, 1990. （页面存档备份，存于）  艾香德紀念圖書館藏書,  香港浸會大學圖書館. 華人基督宗教文獻保存計劃.
- 陳廣培  :《傳承與使命 : 艾香德博士逝世四十五週年學術紀念文集》.  香港: 道風山基督教叢林, 1998. （页面存档备份，存于）  艾香德紀念圖書館藏書,  香港浸會大學圖書館. 華人基督宗教文獻保存計劃.
- 《道風山開放日紀念特刊 2001.11》.  香港: 道風山基督教叢林, 2001. （页面存档备份，存于）  艾香德紀念圖書館藏書,  香港浸會大學圖書館. 華人基督宗教文獻保存計劃.
- 《道風山八十週年誌慶 - 靜修、研究、對話》.  香港: 道風山基督教叢林, 2010. （页面存档备份，存于）  艾香德紀念圖書館藏書,  香港浸會大學圖書館. 華人基督宗教文獻保存計劃.